# West Ham United Women Football Club 2020-2021
Questa voce raccoglie le informazioni riguardanti il West Ham United Women Football Club nelle competizioni ufficiali della stagione 2020-2021.

## Stagione
La stagione 2020-21 è iniziata con l'annuncio dell'accordo raggiunto col Dagenham & Redbridge Football Club per l'uso dello stadio Victoria Road, sito a Dagenham, come campo da gioco per le partite casalinghe del West Ham United Women.
Il 19 novembre 2020 l'allenatore Matt Beard, che era alla guida della squadra dal 2018, anno dell'esordio in Women's Super League, ha rassegnato le dimissioni dopo un inizio di stagione con scarsi risultati. La guida tecnica della squadra era stata affidata ad interim a Billy Stewart, l'allenatore dei portieri, fino alla sosta natalizia. Il 23 dicembre 2020 il neozelandese Olli Harder è stato nominato nuovo allenatore della squadra.
Il campionato di FA Women's Super League è stato concluso al nono posto con 15 punti conquistati, frutto di 3 vittorie, 6 pareggi e 13 sconfitte. In FA Women's Cup la squadra, che era partita dal quarto turno, è stata eliminata al quinto turno, dopo la sconfitta contro il Manchester City. In FA Women's League Cup la squadra ha superato la fase a gruppi vincendo il gruppo D; dopo aver eliminato il Durham nei quarti di finale, è stata eliminata in semifinale dal Chelsea per 6-0.

## Maglie e sponsor
Le tenute di gioco solo le stesse adottate dal West Ham Utd maschile.
| Casa | Trasferta | Terza divisa |

## Rosa
| N. |                          | Ruolo | Calciatrice            |
| -- | ------------------------ | ----- | ---------------------- |
| 1  | Nuova Zelanda (bandiera) | P     | Mackenzie Arnold       |
| 2  | Norvegia (bandiera)      | D     | Cecilie Redisch Kvamme |
| 3  | Messico (bandiera)       | D     | Mayumi Pacheco         |
| 5  | Inghilterra (bandiera)   | D     | Gilly Flaherty         |
| 7  | Svizzera (bandiera)      | A     | Alisha Lehmann         |
| 8  | Irlanda (bandiera)       | A     | Leanne Kiernan         |
| 9  | Scozia (bandiera)        | A     | Martha Ellen Thomas    |
| 10 | Rep. Ceca (bandiera)     | A     | Kateřina Svitková      |
| 11 | Svezia (bandiera)        | A     | Nor Mustafa            |
| 12 | Inghilterra (bandiera)   | C     | Kate Longhurst         |
| 16 | Inghilterra (bandiera)   | P     | Emily Ramsey           |
| 17 | Inghilterra (bandiera)   | C     | Ruby Grant             |
| 18 | Irlanda (bandiera)       | P     | Courtney Brosnan       |
| 19 | Canada (bandiera)        | C     | Adriana Leon           |

| N. |                          | Ruolo | Calciatrice          |
| -- | ------------------------ | ----- | -------------------- |
| 20 | Corea del Sud (bandiera) | C     | Cho So-hyun          |
| 20 | Inghilterra (bandiera)   | D     | Lois Joel            |
| 21 | Francia (bandiera)       | C     | Kenza Dali           |
| 22 | Inghilterra (bandiera)   | D     | Grace Fisk           |
| 23 | Francia (bandiera)       | D     | Hawa Cissoko         |
| 24 | Polonia (bandiera)       | C     | Wiktoria Kiszkis     |
| 25 | Nuova Zelanda (bandiera) | C     | Emily van Egmond     |
| 26 | Germania (bandiera)      | D     | Laura Vetterlein     |
| 27 | Inghilterra (bandiera)   | D     | Maisy Barker         |
| 29 | Inghilterra (bandiera)   | C     | Rachel Daly          |
| 32 | Islanda (bandiera)       | D     | Dagný Brynjarsdóttir |
| 41 | Inghilterra (bandiera)   | D     | Anouk Denton         |
| 42 | Inghilterra (bandiera)   | C     | Janaye Beaufort      |

## Calciomercato

### Sessione estiva
| Acquisti | Acquisti          | Acquisti                 | Acquisti      |
| R.       | Nome              | da                       | Modalità      |
| -------- | ----------------- | ------------------------ | ------------- |
| P        | Mackenzie Arnold  | Brisbane Roar            | [ 8 ]         |
| D        | Hawa Cissoko      | Soyaux                   | [ 9 ]         |
| D        | Mia Cruickshank   | Reading                  |               |
| D        | Lois Joel         | North Carolina Tar Heels | [ 10 ]        |
| D        | Mayumi Pacheco    | Reading                  | [ 11 ]        |
| D        | Vyan Sampson      | London City Lionesses    | fine prestito |
| C        | Ruby Grant        | Arsenal                  | [ 12 ]        |
| C        | Kateřina Svitková | Slavia Praga             | [ 13 ]        |
| C        | Emily van Egmond  | Orlando Pride            | prestito      |
| A        | Rachel Daly       | Houston Dash             | prestito      |
| A        | Nor Mustafa       | Eskilstuna United        | [ 16 ]        |

| Cessioni | Cessioni                 | Cessioni        | Cessioni |
| R.       | Nome                     | a               | Modalità |
| -------- | ------------------------ | --------------- | -------- |
| P        | Anna Moorhouse           | Bordeaux        | [ 17 ]   |
| D        | Katharina Baunach        |                 | ritirata |
| D        | Vyan Sampson             | San Marino      | [ 17 ]   |
| D        | Olivia Smith             | London Bees     | [ 17 ]   |
| D        | Filippa Wallén           | Apollōn Lemesou | [ 19 ]   |
| C        | Julia Šimić              | Milan           | [ 20 ]   |
| C        | Tessel Middag            | Fiorentina      | [ 17 ]   |
| A        | Esmee de Graaf           | Leicester City  | [ 17 ]   |
| A        | Jacynta Galabadaarachchi | Napoli          | [ 21 ]   |
| A        | Ruesha Littlejohn        | Leicester City  | [ 17 ]   |

### Sessione invernale
| Acquisti | Acquisti             | Acquisti          | Acquisti |
| R.       | Nome                 | da                | Modalità |
| -------- | -------------------- | ----------------- | -------- |
| P        | Emily Ramsey         | Manchester United | prestito |
| D        | Anouk Denton         | Arsenal           | prestito |
| C        | Dagný Brynjarsdóttir | Selfoss           | [ 23 ]   |
| C        | Emily van Egmond     | Orlando Pride     | [ 14 ]   |

| Cessioni | Cessioni            | Cessioni                 | Cessioni      |
| R.       | Nome                | a                        | Modalità      |
| -------- | ------------------- | ------------------------ | ------------- |
| D        | Mia Cruickshank     | London Bees              | prestito      |
| C        | Cho So-hyun         | Tottenham                | prestito      |
| C        | Ruby Grant          | North Carolina Tar Heels | [ 26 ]        |
| C        | Wiktoria Kiszkis    | Śląsk Breslavia          | prestito      |
| A        | Rachel Daly         | Houston Dash             | fine prestito |
| A        | Angie Dunbar-Bonnie | Charlton Athletic        | prestito      |
| A        | Wiktoria Fronc      | London City Lionesses    | prestito      |
| A        | Alisha Lehmann      | Everton                  | prestito      |

## Risultati

### FA Women's Super League

#### Girone di andata
| Arbitro: | Dowle |

|                 |           |             |
| Fisk 53’ (aut.) | Marcatori | 57’ A. Leon |

| Arbitro: | Bryne |

|          |           |                                                                                   |
| Dali 27’ | Marcatori | 23’, 52’, 56’ Roord 34’, 54’ Miedema 40’ Little 42’ Mead 72’ Williamson 86’ Foord |

| Arbitro: | Whitton |

|  |           |            |
|  | Marcatori | 26’ Bruton |

| Arbitro: | Duckworth |

|                               |           |          |
| Sørensen 8’ Graham 71’, 90+2’ | Marcatori | 24’ Dali |

| Arbitro: | Atkin |

|                         |           |                                    |
| van Egmond 39’ Daly 83’ | Marcatori | 20’, 42’ Russo 23’ Heath 87’ Press |

| Arbitro: | Watkins |

|           |           |                                  |
| Walker 9’ | Marcatori | 43’ (aut.) Walker 73’ van Egmond |

| Arbitro: | Byrne |

|  |           |             |
|  | Marcatori | 69’ Jarrett |

| Arbitro: | Welch |

|                    |           |                              |
| Kerr 15’, 55’, 68’ | Marcatori | 47’ Daly 88’ (aut.) Eriksson |

| Arbitro: | Simms |

|  |           |                                                        |
|  | Marcatori | 11’ (aut.) Purfield 58’ van Egmond 64’ Daly 86’ Thomas |

| Dagenham 20 aprile 2021, ore 12:30 UTC+1 10ª giornata | West Ham | 0 – 0 referto | Aston Villa | Victoria Road\| Arbitro: \| Fearn \| |
| Arbitro:                                              | Fearn    |               |             |                                      |

| Arbitro: | Simms |

|                                           |           |  |
| Weir 9’ Stanway 39’ White 64’ Lavelle 71’ | Marcatori |  |

#### Girone di ritorno
| Arbitro: | Oliver |

|  |           |           |
|  | Marcatori | 35’ Quinn |

| Arbitro: | Byrne |

|                        |           |  |
| Miedema 33’ Little 78’ | Marcatori |  |

| Arbitro: | Garrett |

|              |           |                      |
| Svitková 49’ | Marcatori | 7’ (aut.) van Egmond |

| Arbitro: | Searle |

|            |           |  |
| Whelan 31’ | Marcatori |  |

| Arbitro: | Whitton |

|  |           |                     |
|  | Marcatori | 7’ Kerr 47’ England |

| Arbitro: | Pearson |

|                             |           |                      |
| van Egmond 46’ Svitková 73’ | Marcatori | 9’ Murphy 90+4’ Mace |

| Arbitro: | Benn |

|                     |           |  |
| James 49’ Press 55’ | Marcatori |  |

| Arbitro: | Dowle |

|  |           |                                           |
|  | Marcatori | 7’ Dali 10’ Svitková 11’, 29’, 37’ Thomas |

| Dagenham 25 aprile 2021, ore 15:00 UTC+1 20ª giornata | West Ham | 0 – 0 referto | Everton | Victoria Road\| Arbitro: \| Conley \| |
| Arbitro:                                              | Conley   |               |         |                                       |

| Birmingham 2 maggio 2021, ore 12:30 UTC+1 21ª giornata | Aston Villa | 0 – 0 referto | West Ham | Villa Park\| Arbitro: \| Welch \| |
| Arbitro:                                               | Welch       |               |          |                                   |

| Arbitro: | Dowle |

|  |           |           |
|  | Marcatori | 75’ White |

### FA Women's Cup
| Arbitro: | Garrett |

| |           |  |
| van Egmond 2’ (rig.), 6’, 20’, 23’ Dali 10’ Flaherty 28’ Svitková 45’ Mustafa 59’ Kvamme 71’ Longhurst 82’ (rig.) Denton 84’ | Marcatori |  |

| Manchester 16 maggio 2021, ore 14:00 UTC+0 Quinto turno                                              | Manchester City | 5 – 1 referto | West Ham | Manchester City Academy Stadium |
| \| \| \| \| \| White 15’ Beckie 39’ Lavelle 74’ Mewis 90+2’ Hemp 90+4’ \| Marcatori \| 17’ Denton \| |                 |               |          |                                 |
| |                 |               |          |                                 |
| White 15’ Beckie 39’ Lavelle 74’ Mewis 90+2’ Hemp 90+4’                                              | Marcatori       | 17’ Denton    |          |                                 |

### FA Women's League Cup

#### Fase a gruppi
| Arbitro: | Hughes |

|                                |                      |                                       |
| Connolly 42’ Jarrett 61’       | Marcatori            | 31’ Daly 82’ Flaherty                 |
| Jarrett Heroum Williams Bowman | Tiri di rigore 2 – 4 | Van Egmond Grant Daly Pacheco Lehmann |

| Arbitro: | Ajibola |

|                                     |           |  |
| Lehmann 14’ van Egmond 51’ Daly 58’ | Marcatori |  |

| Arbitro: | Donaldson |

|  |           |                                           |
|  | Marcatori | 3’ van Egmond 45’, 70’ Kiernan 64’ Thomas |

#### Fase a eliminazione diretta
| Arbitro: | Hughes |

|                                         |           |  |
| van Egmond 40’ Svitková 43’ Cissoko 84’ | Marcatori |  |

| Arbitro: | Pearson |

|                                                     |           |  |
| Harder 4’, 25’, 86’ Ingle 15’ England 27’ Kirby 69’ | Marcatori |  |

## Statistiche

### Statistiche di squadra
| Competizione            | Punti | In casa | In casa | In casa | In casa | In casa | In casa | In trasferta | In trasferta | In trasferta | In trasferta | In trasferta | In trasferta | Totale | Totale | Totale | Totale | Totale | Totale | DR  |
| Competizione            | Punti | G       | V       | N       | P       | Gf      | Gs      | G            | V            | N            | P            | Gf           | Gs           | G      | V      | N      | P      | Gf     | Gs     | DR  |
| ----------------------- | ----- | ------- | ------- | ------- | ------- | ------- | ------- | ------------ | ------------ | ------------ | ------------ | ------------ | ------------ | ------ | ------ | ------ | ------ | ------ | ------ | --- |
| FA Women's Super League | 15    | 11      | 0       | 4       | 7       | 6       | 22      | 11           | 3            | 2            | 6            | 15           | 17           | 22     | 3      | 6      | 13     | 21     | 39     | -18 |
| FA Women's Cup          | -     | 1       | 1       | 0       | 0       | 11      | 0       | 1            | 0            | 0            | 1            | 1            | 5            | 2      | 1      | 0      | 1      | 12     | 5      | +7  |
| FA Women's League Cup   | -     | 2       | 2       | 0       | 0       | 6       | 0       | 3            | 1            | 1            | 1            | 6            | 8            | 5      | 3      | 1      | 1      | 12     | 8      | +4  |
| Totale                  | -     | 14      | 3       | 4       | 7       | 23      | 22      | 15           | 4            | 3            | 8            | 22           | 30           | 29     | 7      | 7      | 15     | 45     | 52     | -7  |

### Andamento in campionato
| Giornata  | 1 | 2 | 3 | 4  | 5  | 6 | 7 | 8  | 9  | 10 | 11 | 12 | 13 | 14 | 15 | 16 | 17 | 18 | 19 | 20 | 21 | 22 |
| --------- | - | - | - | -- | -- | - | - | -- | -- | -- | -- | -- | -- | -- | -- | -- | -- | -- | -- | -- | -- | -- |
| Luogo     | T | C | C | T  | C  | T | C | T  | T  | C  | T  | C  | T  | C  | T  | C  | C  | T  | T  | C  | T  | C  |
| Risultato | N | P | P | P  | P  | V | P | P  | V  | N  | P  | P  | P  | N  | P  | P  | N  | P  | V  | N  | N  | P  |
| Posizione | 8 | 9 | 9 | 10 | 10 | 9 | 9 | 10 | 10 | 10 | 10 | 10 | 10 | 11 | 11 | 11 | 11 | 12 | 10 | 9  | 9  | 9  |

Legenda:

Luogo: C = Casa; T = Trasferta. Risultato: V = Vittoria; N = Pareggio; P = Sconfitta.

### Statistiche delle giocatrici
| Giocatore         | FA Women's Super League | FA Women's Super League | FA Women's Super League | FA Women's Super League | FA Women's Cup | FA Women's Cup | FA Women's Cup | FA Women's Cup | FA Women's League Cup | FA Women's League Cup | FA Women's League Cup | FA Women's League Cup | Totale   | Totale | Totale      | Totale     |
| Giocatore         | Presenze                | Reti                    | Ammonizioni             | Espulsioni              | Presenze       | Reti           | Ammonizioni    | Espulsioni     | Presenze              | Reti                  | Ammonizioni           | Espulsioni            | Presenze | Reti   | Ammonizioni | Espulsioni |
| ----------------- | ----------------------- | ----------------------- | ----------------------- | ----------------------- | -------------- | -------------- | -------------- | -------------- | --------------------- | --------------------- | --------------------- | --------------------- | -------- | ------ | ----------- | ---------- |
| M. Arnold         | 16                      | -33                     | 0                       | 0                       | 2              | -5             | 0              | 0              | 3                     | -6                    | 0                     | 0                     | 21       | -44    | 0           | 0          |
| M. Barker         | 3                       | 0                       | 0                       | 0                       | 2              | 0              | 0              | 0              | 2                     | 0                     | 0                     | 0                     | 7        | 0      | 0           | 0          |
| J. Beaufort       | 0                       | 0                       | 0                       | 0                       | 1              | 0              | 0              | 0              | -                     | -                     | -                     | -                     | 1        | 0      | 0           | 0          |
| D. Brynjarsdóttir | 9                       | 0                       | 0                       | 0                       | 1              | 0              | 0              | 0              | -                     | -                     | -                     | -                     | 10       | 0      | 0           | 0          |
| C. Brosnan        | 6                       | -6                      | 0                       | 0                       | 0              | 0              | 0              | 0              | 2                     | -2                    | 0                     | 0                     | 8        | -8     | 0           | 0          |
| S-h. Cho          | 9                       | 0                       | 0                       | 0                       | -              | -              | -              | -              | 2                     | 0                     | 0                     | 0                     | 11       | 0      | 0           | 0          |
| H. Cissoko        | 12                      | 0                       | 2                       | 0                       | 2              | 0              | 0              | 0              | 2                     | 1                     | 0                     | 0                     | 16       | 1      | 2           | 0          |
| K. Dali           | 18                      | 3                       | 1                       | 0                       | 2              | 1              | 0              | 0              | 2                     | 0                     | 0                     | 0                     | 22       | 4      | 1           | 0          |
| R. Daly           | 9                       | 3                       | 4                       | 0                       | -              | -              | -              | -              | 3                     | 2                     | 0                     | 0                     | 12       | 5      | 4           | 0          |
| A. Denton         | 3                       | 0                       | 0                       | 0                       | 2              | 2              | 0              | 0              | -                     | -                     | -                     | -                     | 5        | 2      | 0           | 0          |
| A. Dunbar-Bonnie  | 0                       | 0                       | 0                       | 0                       | -              | -              | -              | -              | 2                     | 0                     | 0                     | 0                     | 2        | 0      | 0           | 0          |
| G. Fisk           | 22                      | 0                       | 1                       | 0                       | 2              | 0              | 0              | 0              | 4                     | 0                     | 0                     | 0                     | 28       | 0      | 1           | 0          |
| G. Flaherty       | 21                      | 0                       | 5                       | 1                       | 2              | 1              | 0              | 0              | 5                     | 1                     | 1                     | 0                     | 28       | 2      | 6           | 1          |
| R. Grant          | 6                       | 0                       | 0                       | 0                       | -              | -              | -              | -              | 2                     | 0                     | 0                     | 0                     | 8        | 0      | 0           | 0          |
| L. Joel           | 5                       | 0                       | 0                       | 0                       | -              | -              | -              | -              | 4                     | 0                     | 0                     | 0                     | 9        | 0      | 0           | 0          |
| L. Kiernan        | 7                       | 0                       | 0                       | 0                       | 1              | 0              | 0              | 0              | 3                     | 2                     | 1                     | 0                     | 11       | 2      | 1           | 0          |
| W. Kiszkis        | 1                       | 0                       | 0                       | 0                       | -              | -              | -              | -              | -                     | -                     | -                     | -                     | 1        | 0      | 0           | 0          |
| C. Kvamme         | 19                      | 0                       | 0                       | 0                       | 1              | 1              | 0              | 0              | 4                     | 0                     | 0                     | 0                     | 24       | 1      | 0           | 0          |
| A. Lehmann        | 9                       | 0                       | 0                       | 0                       | -              | -              | -              | -              | 2                     | 1                     | 1                     | 0                     | 11       | 1      | 1           | 0          |
| A. Leon           | 13                      | 1                       | 2                       | 0                       | -              | -              | -              | -              | 5                     | 0                     | 1                     | 0                     | 18       | 1      | 3           | 0          |
| K. Longhurst      | 18                      | 0                       | 3                       | 0                       | 2              | 1              | 0              | 0              | 5                     | 0                     | 1                     | 0                     | 25       | 1      | 4           | 0          |
| N. Mustafa        | 9                       | 0                       | 0                       | 0                       | 2              | 1              | 0              | 0              | 4                     | 0                     | 1                     | 0                     | 15       | 1      | 1           | 0          |
| M. Pacheco        | 17                      | 0                       | 2                       | 0                       | 2              | 0              | 0              | 0              | 3                     | 0                     | 0                     | 0                     | 22       | 0      | 2           | 0          |
| E. Ramsey         | 0                       | 0                       | 0                       | 0                       | 1              | 0              | 0              | 0              | -                     | -                     | -                     | -                     | 1        | 0      | 0           | 0          |
| K. Svitková       | 15                      | 3                       | 2                       | 0                       | 1              | 1              | 0              | 0              | 3                     | 1                     | 0                     | 0                     | 19       | 5      | 2           | 0          |
| M. Thomas         | 16                      | 4                       | 1                       | 0                       | -              | -              | -              | -              | 4                     | 1                     | 0                     | 0                     | 20       | 5      | 1           | 0          |
| E. van Egmond     | 10                      | 3                       | 1                       | 0                       | 2              | 4              | 0              | 0              | 4                     | 3                     | 0                     | 0                     | 16       | 10     | 1           | 0          |
| L. Vetterlein     | 17                      | 0                       | 5                       | 1                       | 2              | 0              | 0              | 0              | 3                     | 0                     | 0                     | 0                     | 22       | 0      | 5           | 1          |